# Plainfield (hrabstwo Sullivan)
Plainfield – jednostka osadnicza w Stanach Zjednoczonych, w stanie New Hampshire, w hrabstwie Sullivan.